# ابو بصیر مرادی
ابوبصیر لیث بن بختری مرادی، از موالی بنی اسد و از فقهای مشهور شیعه در کوفه است. از رجال امامی کوفه در نیمهٔ اول قرن ۲ (قمری).
کنیهٔ او را «ابومحمد» و «ابویحیی» آورده‌اند و او را از اهل کوفه شمرده‌اند. وی در منابع رجالی هم از اصحاب محمد باقر و هم از اصحاب جعفر صادق محسوب شده‌است. ابوبصیر مرادی از برخی راویان حدیث اهل بیت چون عبدالکریم بن عتبه هاشمی روایت کرده‌است.
ابوبصیر مرادی، درگذشت جعفر صادق را درک کرده‌است، بیشتر معتقدند ابوبصیر مرادی به امامت موسی کاظم باور نداشته‌است و گفته‌اند مذهب وی مستقیم نبوده‌است.
به نوشته ابوعلی حائری و همچنین رجال کشی، صادق در مورد او گفته است ابوبصیر (به همراه زراره، برید بن معاویه عجلی و محمد بن مسلم) میخهای خیمه دنیا هستند که بدون آنها احادیث پیامبر از بین می رفت. همچنین نقل است که آنها «السابقون و المقربونِ» امام بودند.

## نام
کنیه اصلی ابوبصیر بنا به گفته ابن غضائری و کشّی «ابومحمد» و به گفته ابن الندیم و شیخ طوسی «ابو یحیی» بوده است. در سلسله احادیث المحاسن برقی روایت لیث مرادی از ابوبصیر (شاید اسدی) به چشم می خورد و با توجه به اینکه نجاشی، لیث مرادی را «ابوبصیر اصغر» خوانده است. بعید نیست که از ابوبصیر اسدی کوچکتر بوده باشد. در منابع دینی و حدیثی شیعه نیز از شخصیت های دیگری نام برده شده است که به آنها «ابوبصیر» گفته می شود: ابوبصیر عبدالله بن محمد اسدی کوفی از اصحاب باقر; ابوبصیر یوسف بن حارث از اصحاب بتری مذهب باقر و ابوبصیر ثقفی است.

## موضع او نسبت به فطحیه و رابطه اش با کاظم
گزارش روشنی از مواضع ابوبصیر مرادی در قبال فطحیه وجود ندارد. روایت عقرقوفی حاکی از عدم اعتقاد ابوبصیر مرادی به امامت موسی کاظم است و سخنان  ابن غضائری از علمای قرن دوازدهم حاکی از مستقیم نبودن مذهب وی  است. در مورد نسبت او با موسی کاظم، اگرچه شیخ طوسی در الفهرست و الرجال او را از اصحاب کاظم شمرده است، اما در کلام برقی، کشی و نجاشی این نکته تأیید نشده است. به گفته احمد پاکتچی، اگر شواهد پراکنده مذکور را در کنار روایات ستایش آمیز فتحیان درباره ابوبصیر مرادی قرار دهیم، به نتیجه گیری درباره گرایش دینی ابوبصیر مرادی کمک می کند. کشّی از دیدگاه منابع غیر فطحی دو روایت دیگر نیز نقل کرده است که ابوبصیر مرادی را یکی از چهار «مخبتین» منادی بهشت  و نیز از احیاکنندگان حدیث اهل حدیث و امانتداران حلال و حرام خداوند دانسته است. متولیان حلال و حرام خدا. کشی همچنین ذکر کرده است که برخی ابوبصیر مرادی را به جای ابوبصیر اسدی در شمار شش تن از اصحاب اجماع و از یاران باقر و الصادق قرار داده اند. از دیگر علمای امامیه، ابن غضائری، ضمن طعن به مذهب ابوبصیر، وثاقت روایی او را رد نکرده است. نجاشی هم در شرح حال و هم در گرایش دینی ابوبصیر سکوت کرده است.

## آثار و شاگردان
تنها اثر ابوبصیر مرادی کتابی در فقه است. شهرت این کتاب بیشتر به خاطر روایت ابن فضال فطحی مذهب از ابوجمیله مفضل بن صالح بود. از این کتاب محدثانی چون برقی در المحاسن، کلینی در کتاب الکافی، ابن بابویه در من لا یحضروه الفقیه، طوسی در تهذیب و الاستبصار به مقدار محدود استفاده کرده اند. یکی از مهم ترین شاگردان ابوبصیر مرادی که روایات زیادی از او نقل کرده است، ابوجمیله مفضل بن صالح اسدی است و در مرتبه بعدی می توان به عبدالله بن مسکان، عبدالله بن بکیر و عبدالکریم بن عمرو خثعمیاشاره کرد.

## کتاب شناسی
در قرون اخیر آثار متعددی درباره شخصیت رجالی ابوبصیر نوشته شده است که عبارتند از: ۱. ترجمة ابی‌بصیر، از محمد مهدی خوانساری (د ۱۲۴۶ ق)، که همراه الجوامع الفقهیة در ۱۲۷۶ ق چاپ سنگی شده است؛ ۲. ترجمة ابی‌بصیر و تحقیق احواله، از محمدباقر شفتی (د ۱۲۶۰ ق)، که همراه مجموعه‌ای از رسایل رجالی وی در ۱۳۱۴ ق به چاپ رسیده است؛ ۳. ترجمة ابی‌بصیر، از محمدهاشم خوانساری (د ۱۳۱۸ ق)، همراه مجمع الفوائد در ۱۳۱۷ ق چاپ شده است؛ ۴. ترجمة ابی‌بصیر و اسحاق بن عمار، از ابوتراب خوانساری (د ۱۳۴۶ ق)؛ ۵. الرسالة المبصره فی احوال ابی‌بصیر، از محمدتقی شوشتری، چاپ شده به عنوان ملحق درج ۱۱ قاموس الرجالِ مؤلف (نیز نک‍ : آقابزرگ، ۴ / ۱۴۷- ۱۴۸، ۱۱ / ۲۲۳)؛ ۶. اسانید ابی‌بصیر، از موسی شبیری زنجانی که عکس نسخۀ دست‌نویس آن در کتابخانۀ مرکز موجود است.